# 福島県道221号新鶴停車場線
福島県道221号新鶴停車場線（ふくしまけんどう221ごう にいつるていしゃじょうせん）は、福島県大沼郡会津美里町にある一般県道である。

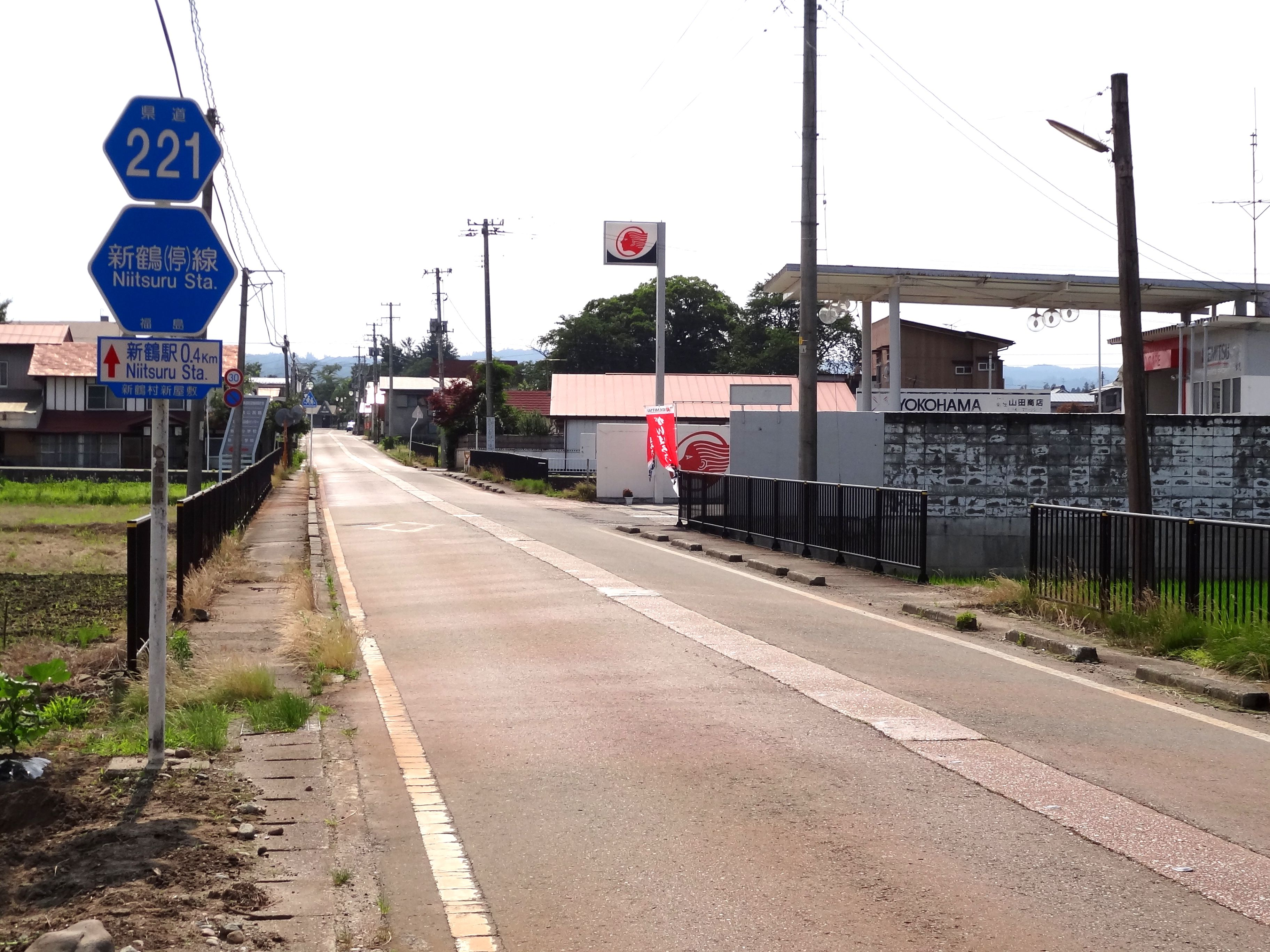
会津美里町新屋敷付近

## 路線概要
- 起点：大沼郡会津美里町大字立石田（JR只見線 新鶴駅前）
- 終点：大沼郡会津美里町大字新屋敷
- 総延長：478 m[1]
  - 実延長：総延長に同じ
- 路線認定年月日：1959年8月31日[2]

## 通過する自治体
- 福島県
  - 大沼郡会津美里町

## 接続・交差する道路
- 福島県道22号会津坂下会津高田線（新屋敷 終点）

## 沿線
- 新鶴郵便局